# Giuseppe Di Matteo
Giuseppe Di Matteo (* 19. Januar 1981 in Palermo; † 11. Januar 1996 in San Giuseppe Jato) war ein italienischer Junge, der im Alter von zwölf Jahren von der Cosa Nostra entführt wurde, nachdem sein Vater begonnen hatte, mit der Justiz zusammenzuarbeiten. Giuseppe Di Matteo wurde 779 Tage lang festgehalten; wenige Tage vor seinem 15. Geburtstag wurde er auf Anordnung des Corleoneser Mafiabosses Giovanni Brusca erdrosselt und sein Leichnam in Säure aufgelöst.

## Biographie

### Herkunft und Familie
Giuseppe Di Matteo war das erstgeborene Kind von Mario Santo Di Matteo, „Santino“ genannt, und Franca Castellese. Der Vater, der aus einer Mafiafamilie mit langer Tradition stammte – ein in Schmuggelgeschäfte verwickelter Vorfahre hatte lebenslänglich für den Mord an einem Carabiniere bekommen –, hatte die Codes und Mythen der Cosa Nostra von der männlichen Linie der Familie erlernt. Als Verbündeter der Corleonesen diente er dem organisierten Verbrechen, indem er Giovanni Brusca in den Anfangstagen seines Untertauchens Unterschlupf auf dem Familienanwesen bot. Insgesamt beging Mario Di Matteo zahlreiche Morde und leistete technische und logistische Unterstützung in Vorbereitung auf das Attentat auf Giovanni Falcone. Offiziell war er von Beruf Viehzüchter, arbeitete aber eine Zeitlang auch als Schlachter auf dem kommunalen Schlachthof von Altofonte. Heute lebt er mit seiner Familie unter Polizeischutz.
Giuseppes Mutter kam aus einer nicht-mafiösen Bauernfamilie. Sie absolvierte eine Ausbildung als Krankenschwester und Stenotypistin. Nachdem sie das staatliche Auswahlverfahren sowohl für Krankenhaus, Gericht als auch die Post gewonnen hatte, arbeitete sie zehn Jahre lang als Krankenschwester in der psychiatrischen Klinik von Palermo, ehe sie ins Krankenhaus von Altofonte wechselte, wo sie trotz ihrer Qualifikationen administrative Funktionen als Beauftragte für die Öffentlichkeitsarbeit erfüllte.

### Kindheit bis zur Entführung
Giuseppe Di Matteo genoss eine behütete, gut abgesicherte und glückliche Kindheit. Er besuchte einen von Nonnen geleiteten Privatkindergarten, ehe er in die örtliche Grundschule ging, wo er sich mit Mariella anfreundete. Im Sommer verbrachte er seine Ferien auf einem Familienanwesen in Balestrate, das er nur verließ, um den Reitplatz aufzusuchen.
Gemäß den Aussagen seines nahen Umfelds, die vor allem vom Soziologen und RAI-Journalisten Pino Nazio aufgezeichnet wurden, war Giuseppe ein Junge von gesunder und sportlicher Konstitution, unabhängig, extrovertiert und unerschrocken, der in Bezug auf seinen kleineren Bruder Nicola und seine Freundin Mariella Sinn für Solidarität und Beschützerinstinkt an den Tag legte.
Insbesondere zu seinem gleichnamigen Großvater Giuseppe, der genau wie der Vater Santino der Cosa Nostra angehörte, entwickelte der Enkel ein enges Verhältnis. Abgesehen davon, dass der Großvater ihm jeden Wunsch erfüllte, zuweilen auch gegen den Willen der Eltern, teilte sein Enkel die große Leidenschaft für Pferde bereits in jungen Jahren.
Tatsächlich wird berichtet, „sein Lieblingsspielzeug waren von klein an Pferde aus Plastik, aus Stoff sowie Schaukelpferde zum Draufklettern“ und es war auch auf dem Anwesen des Großvaters, dass er erstmals mit einer jungen Stute spielte. „Er war keine sieben Jahre alt, als er als Kunstreiter verkleidet beim Fest des Schutzheiligen durch den Ort zog, und mit knapp neun Jahren trat er beim ersten Reitturnier an.“
Sein erstes Pferd gehörte dem Großvater, während sein zweites – ein Turnierpferd fürs Springreiten mit einem Wert von 35 Millionen Lire – ein Geschenk der mächtigen Mafiafamilien der Region an Vater und Großvater Di Matteo war.
Zusätzlich zum Wettkampftraining verbrachte Giuseppe Di Matteo Stunden damit, Reitturniere im Fernsehen zu verfolgen. „Er studierte die Reitmethode von Federico Caprilli, die zum Vorbild auf diesem Gebiet geworden war (…) [und] sein Traum war es, einmal in den Nationalfarben beim Reitturnier Piazza di Siena in Rom anzutreten. Seine Lieblingsdisziplin waren die sogenannten ‚Potenza’, ein Sprungwettbewerb nach dem Ausscheidungsprinzip, bei dem derjenige gewann, der am höchsten sprang.“ „Auf der Pferderennbahn kennen ihn alle. Er hat bereits einige Turniere und unzählige Preise gewonnen: Er ist der Jüngste und ein vielversprechendes Talent. Er ist das Maskottchen des Reitplatzes von Villabate.“ Beim XXVIII. Concorso Ippico Internazionale di Marsala (22.–28. Mai 1992) gewann Giuseppe den Pokal, an dem ihm am meisten lag.
Eine weitere Leidenschaft Giuseppes waren Videospiele. Die ersten bekam er von Verwandten zu Weihnachten geschenkt. Eines der letzten hatte er von Giovanni Brusca geschenkt bekommen, der sich nach seiner Flucht anfangs auf dem Anwesen der Familie Di Matteo versteckte. In diesem Zusammenhang erinnerte sich Giuseppes Bruder Nicola: „Eines Tages kam Giovanni Brusca und schenkte mir und meinem Bruder Giuseppe eine Nintendo-Konsole, sie steht noch irgendwo bei uns zu Hause. Wie oft haben wir damit gespielt während der zwei Monate, die er gemeinsam mit seiner Lebensgefährtin bei uns wohnte. Damals wusste ich nicht, dass es sich um einen flüchtigen Mafioso handelte, und ich wusste auch nicht, welche Rolle mein Vater bei dem Ganzen spielte.“ Einer der Gründe für die öffentliche Empörung infolge des Mordes an Giuseppe war die Tatsache, dass Brusca die Entführung, Ermordung und Beseitigung eines Jungen angeordnet hatte, mit dem er selbst eine Zeit lang unter einem Dach gelebt und gespielt hatte.
Die verspielte, liebenswürdige Natur des kleinen Giuseppe zeigt sich auch in den Erinnerungen der Schulkameradin Mariella, die erzählte, wie er einmal „zum Spaß den Pausensnack aller Klassenkameraden versteckt hat“ und wie er einmal, als sie einen Schulausflug nach Agrigent unternahmen, im Bus all ihre Lieblingslieder geträllert hatte. Das Lieblingslied von Giuseppe war Vita mia von Amedeo Minghi, aber er mochte auch die sizilianischen Volkslieder, wie Si maritau Rosa. Mariella erinnerte sich zudem, wie sie nur dank der Unterstützung und Ermutigung ihres besten Freundes die Kraft gefunden hatte, ihre Ängste zu überwinden und Anfang der 1990er-Jahre erfolgreich bei einem Mittelstreckenlauf in Altofonte antrat, bei dem auch Salvatore Antibo zu Gast war. – „in den 1980er-Jahren einer der weltbesten Langstreckenläufer“.

### Entführung und Mord
Am 23. November 1993 wurde Giuseppe Di Matteo aus der Reithalle in Villabate entführt.
In den 779 Tagen seiner Gefangenschaft verfiel sein Körper nach und nach und auch seine Psyche litt zusehends unter der sozialen Isolation. Während der gesamten Zeit durfte der Junge weder mit seinen Liebsten sprechen noch hatte er irgendeine Form von Gesellschaft oder Ablenkung. Aus Furcht, erkannt zu werden, mieden seine Entführer jeden direkten Kontakt und erst in seinen letzten Lebensmonaten bekam er von seinem „Wärter“ in einigermaßen regelmäßigen Abständen Sportzeitschriften und -zeitungen sowie ab und zu Tageszeitungen zu lesen.
Auch die Hygiene und Ernährung des Jungen wurden grob vernachlässigt; so wurden ihm erst nach fast zwei Jahren die Haare geschnitten und er bekam erstmals etwas Milch zum Frühstück und hin und wieder eine warme Mahlzeit, nachdem er zuvor stets nur kaltes Essen bekommen hatte. Abgesehen von den Autofahrten von einem Versteck zum nächsten, bei denen er allerdings einen Sack über dem Kopf trug und gefesselt war, kam er nie an die frische Luft.
Da Giuseppe jede körperliche Betätigung fehlte, erschlaffte sein Körper völlig und die Riemen, mit denen er gefesselt wurde, fügten ihm Wunden zu. Einer der Mörder, die den Jungen nach über zwei Jahren Gefangenschaft festhielten, um ihn zu erdrosseln, gestand später: „Inzwischen reagierte er überhaupt nicht mehr, wie man es von einem Kind erwarten würde, er war ganz weich … bestimmt aufgrund der eingeschränkten Bewegungsfreiheit … der Junge war, wie soll ich sagen, ganz weich, ganz zart, wie aus Butter.“
Der Richter Alfonso Sabella, der die Ermittlungen führte und das Verfahren leitete, rekonstruierte die Bedingungen, unter denen Giuseppe festgehalten wurde, und fasste sie in seinem Buch zusammen; was die einzelnen Verstecke und Episoden aus Giuseppes Leben an diesen Orten betrifft, so finden sich im Buch von Martino Lo Cascio umfangreiche Auszüge aus den Prozessakten.
Nachdem er die erste Nacht in Gefangenschaft in einem improvisierten Versteck in einem Schuppen in Lascari verbrachte, wo es nicht einmal eine Toilette gab, wurde der Junge in verschiedene Verstecke in die Provinz Agrigent verbracht. Es folgten Monate in feuchten Verliesen mit bröckelnden Wänden, improvisierten Latrinen, auf schmutzigen und stinkenden Bettlagern, Monate in Fesseln und Ketten, mit einem Sack über dem Kopf. Tagsüber brachte ihm jemand mit einer Strumpfmaske vermummt etwas zu essen. Zwar litt er nicht an Hunger, bekam aber immer dasselbe zu essen, kalte Pizza und Panini. Ab und zu machten sie ein Foto oder ein kurzes Video von ihm oder diktierten ihm einen kurzen Brief, den er schreiben musste – Nachrichten, die an die Familie geschickt wurden, um sie zu erpressen.
Zwischen Ende des Sommers 1994 und August 1995 wurde er zuerst in einem als Olivenlager dienenden Bauernhaus in den Madonienbergen versteckt, dann in einem Gebäude in Castellammare del Golfo, von dort „im Lager eines Zitronenhains in Campobello di Mazara“ und anschließend in einem Schlupfloch nahe Erice, allesamt improvisierte Verstecke. In Castellamare del Golfo wurde er eingesperrt in einem Bad, das kaum Platz für eine Matratze auf dem Boden bot. Sein Essen bekam Giuseppe ebenso wie gelegentliche handgeschriebene Zettel durch eine kleine Luke, die unten in die Tür eingelassen war und an eine Katzenklappe erinnerte. In Campobello di Mazara hingegen bestand sein Gefängnis aus einem mit Kisten vollgestellten Lokal mit einem kleinen Nebenzimmer und einem Séparée, in dem eine Art Latrine ausgehoben worden war.
Ab August 1995 wurde Giuseppe im Keller eines abgelegenen Hauses entlang der Landstraße Giambascio nahe San Giuseppe Jato festgehalten, in einer eigens gebauten Zelle, gesichert durch eine Eisentür mit Guckloch. Der Zugang vom Erdgeschoss zum Keller erfolgte durch einen perfekt getarnten Lastenaufzug. An diesem Ort wurde Giuseppe Di Matteo im Auftrag von Giovanni Brusca am 11. Januar 1996 erdrosselt und in Säure aufgelöst. Das anschließend aus Mafiahand konfiszierte Landhaus ist heute ein Zentrum zur Begegnung und Erinnerung an den Kampf gegen die Mafia und trägt den Namen „Giardino della Memoria“. Zu Ehren von Giuseppe Di Matteo sind zudem zwei Standorte der Antimafia-Organisation Libera nach ihm benannt (zum einen in Saluggia im Piemont, zum anderen in Valle dello Jata auf Sizilien) sowie zwei Reitsportzentren im Gedenken an seine große Leidenschaft, einmal im Parco dei Nebrodi und einmal in Portella della Ginestra, das ebenfalls auf ehemaligen Mafia-Gütern entstand.

## Auswirkungen auf Kultur und Gesellschaft
Die Entführung, Ermordung und Beseitigung von Giuseppe Di Matteo zählt zu den Mafiaverbrechen mit dem größten Nachhall in der Zivilgesellschaft und der italienischen Popkultur sowie in der Welt des organisierten Verbrechens selbst. Dazu haben viele Elemente beigetragen: die Unschuld und das junge Alter des Opfers, die grausame Vorgehensweise bei der Entführung (dem Kind wurde vorgegaukelt, es würde zu seinem Vater gebracht) und die 779 Tage währende Geiselhaft in nahezu völliger Isolation, unter völlig unangemessenen Witterungs-, Hygiene- und Ernährungsbedingungen, die Manipulation und psychische Gewalt, der der Junge ausgesetzt war, die Brutalität der Erdrosselung, die barbarische Beseitigung des Leichnams sowie die moralische Skrupellosigkeit, die die Mörder bei der Ausführung der Tat an den Tag legten.
Aus diesem Grund rief der Fall von Giuseppe Di Matteo in der Öffentlichkeit große Bestürzung hervor und es entstand der Wunsch, die Tat detailliert zu rekonstruieren und literarisch und künstlerisch aus Sicht des Opfers aufzuarbeiten. Neben der Staatsanwaltschaft und den direkt in die Angelegenheit involvierten Mafia-Kronzeugen setzten sich Journalisten, Intellektuelle, Dramaturgen, Filmemacher und zivilgesellschaftliche Antimafia-Aktivisten mit dem Fall auseinander.
Der Vater Mario Santo Di Matteo sagte oft aus, dass das grausame Verbrechen der Cosa Nostra gegen seinen Sohn Giuseppe der Mafia erheblich geschadet habe, da sie infolge der Tat erheblich an Zustimmung verlor und weitere Mafiaangehörige dazu brachte, mit der Justiz zusammenzuarbeiten.
Der Richter Alfonso Sabella, der die Ermittlungen leitete und im Prozess als Staatsanwalt auftrat, wies zudem darauf hin, dass der Fall von Giuseppe nach Aussagen der Mafia-Kronzeugen auch zum Selbstmord von Vincenzina Marchese, der Ehefrau von Leoluca Bagarella und Schwägerin von Totò Riina, beigetragen hatte. Nachdem sie infolge von zwei Fehlgeburten in eine Depression verfallen war und sich schämte, die Schwester von Pino Marchese zu sein – der erste „Corleoneser“ Überläufer und bei der Familie Riina meistverhasste Justiz-Kollaborateur – war sie „von der Geschichte des kleinen Giuseppe Di Matteo zutiefst verstört, genau wie ein Großteil der Mafiosi der Cosa Nostra“. Sie war überzeugt, dass „ihre Unfähigkeit, Kinder zu bekommen, eine Art Strafe Gottes sei, eine Strafe für die Entführung jenes unschuldigen Jungen durch die Männer ihres Ehemannes. Der Boss hatte seiner Frau geschworen, dass der Junge nicht umgebracht worden sei. Und tatsächlich stimmte das zu diesem Zeitpunkt. Aber sie glaubte ihm nicht. Und so nahm sie sich vor lauter Schmerz das Leben“.
Giovanni Brusca, der für so viele Tote verantwortlich ist, dass er sie selbst nicht beziffern kann, sagte einmal, kein anderer Mord habe ihm so viel Ablehnung und derart viele Unannehmlichkeiten eingebracht wie der an dem kleinen Giuseppe: „In den Augen der Öffentlichkeit wurde ich durch dieses Verbrechen zu einem ‚Monster’. Vielleicht wäre ich das nicht gewesen, wenn ich mich darauf beschränkt hätte, Dr. Falcone und seine Frau umzubringen … Im Prozess … fiel meine Rekonstruktion der Tat noch minutiöser, noch detaillierter aus, sofern das überhaupt möglich ist, als für all die anderen Verbrechen … Jedes Mal, wenn ich vor Gericht zu Giuseppe Di Matteo befragt wurde, verlor ich die Ruhe, oft auch meine Selbstbeherrschung, konnte meine Fakten nicht klar darlegen. Hilft es sich zu schämen, wenn man den Mord an einem Jungen beauftragt hat, der der eigene Sohn hätte sein können? Ich weiß es nicht. Ich weiß nur, dass es für mich besser wäre, nicht darüber zu reden.“
Auf Seiten der Staatsanwaltschaft hingegen gestand Richter Alfonso Sabella, dass es ihm mitunter schwerfiel, den Ausführungen darüber zu folgen, wie der kleine Giuseppe zuerst erdrosselt und dann in Säure aufgelöst worden war: „Der dramatische Fall von Giuseppe Di Matteo hat mich besonders mitgenommen. In meiner beruflichen Laufbahn habe ich (…) Hunderte und Aberhunderte von Aussagen über schreckliche Verbrechen gehört, über abscheuliche Morde, in Säure aufgelöste Leichname, brutale Verstümmelungen und sonstige Grausamkeiten, die der Mensch begeht. Und in all diesen Fällen habe ich mich nie aus der Affäre gezogen, bis auf ein einziges Mal“, nämlich als es darum ging, sich noch einmal die Zeugenaussage von einem der letzten Angeklagten und Täter schildern zu lassen: Enzo Brusca, Bruder von Giovanni. Als sich Enzo Brusca gerade anschickte, noch einmal den Mord aus seiner Sicht zu schildern, stoppte ihn der Richter Sabella: „Wissen Sie was, Brusca, ich habe schon genug Versionen dieser Geschichte gehört (…) von Monticciolo, von Chiodo sowie, indirekt, von Ihrem Bruder Giovanni. Ich werde mir das in der Verhandlung noch vier weitere Male anhören müssen. Sie haben den Untersuchungshaftbefehl gelesen, der Ihnen ausgehändigt wurde. Sagen Sie mir nur eins, gibt es größere Abweichungen von dem, was dort geschrieben steht?“ „Nein, höchstens ein paar Details.“ „Dann ersparen Sie mir die restliche Geschichte und erzählen Sie das alles direkt vor dem Schwurgerichtshof.“
Sabella wusste, dass er damit seine Pflichten als Staatsanwalt unterlief, gestand jedoch: „Ich konnte mir diese Geschichte einfach nicht mehr anhören“, und fügte ein weiteres wichtiges Detail hinzu: Keiner der Mafia-Anwälte im Prozess „hat je Einspruch gegen mein Vorgehen erhoben“, denn „auch ihnen fiel es nicht leicht, sich das alles anzuhören (…). Wir sind zwar Profis, aber letztendlich sind auch wir nur Menschen“. Ein weiteres Buch mit Interviews, das die letzten Monate der Entführung, die Ermordung und die Beseitigung der Leiche beleuchtet, stammt von einem der verurteilten Auftragsmörder, Giuseppe Monticciolo, einem Mitglied der Cosa Nostra und späteren Kronzeugen.

### Einfluss auf die Kultur
Das Leben von Giuseppe Di Matteo diente als Inspiration für verschiedene Bücher, Filme und Serien sowie Kulturinitiativen.

#### Bücher
- Pino Nazio, Il bambino che sognava i cavalli. 779 giorni ostaggio dei corleonesi. Da un incontro con Santino di Matteo. Sovera editore, 2010. ISBN 88-8124-925-1

Das erste Buch, das sich mehr auf die Figur des kleinen Giuseppe anstatt auf sein grausames Schicksal konzentriert. Es basiert auf Aussagen des Vaters, auf den Erinnerungen von Giuseppes Sandkastenfreundin Mariella, auf Texten des Richters Sabella sowie des Kronzeugen Monticciolo und auf den Prozessakten. Es ist das einzige Buch, das vereinzelte Begebenheiten aus Giuseppes Kindheit erzählt. Der Autor versucht, sich in die wichtigsten Protagonisten hineinzuversetzen, vor allem den Großvater und Giuseppes Eltern, und die psychologische Entwicklung des Jungen während der Gefangenschaft nachzuzeichnen.
- Martino Lo Cascio, Il giardino della memoria. I 779 giorni del sequestro Di Matteo. Mesogea, 2016. ISBN 88-469-2161-5

In diesem Buch porträtiert Lo Cascio einen Theaterregisseur, der den Auftrag erhält, ein Stück über die tragische Geschichte von Giuseppe Di Matteo zu schreiben. Dazu konzentriert er sich auf die 779 Tage seiner Gefangenschaft. Am Ende der Geschichte löst der Regisseur den Vertrag auf und bittet den Theaterdirektor um Verständnis, denn „hinter diesem Rücktritt steht nichts anderes als unendlicher Schmerz“. Die Erzählung aus der Ich-Perspektive des Regisseurs wechselt sich dabei mit Passagen ab, in denen Giuseppe selbst zu Wort kommt, zudem werden umfangreiche Auszüge aus den Gerichtsakten des Prozesses zitiert.
- Marina Paterna, Ho sconfitto la mafia. Io sono vivo!, Mednet, 2017. ISBN 88-943658-0-8

Das Buch, das sich aus Gesprächen mit Giuseppes Vater sowie journalistischen und literarischen Quellen speist, verarbeitet Giuseppes Geschichte in einem fieberhaften, spannungsgeladenen Roman und rekonstruiert die Tage nach der Gefangenschaft durch Dialoge, Gedanken und Aussagen, die oftmals von Giuseppe selbst stammen. Den roten Faden der Erzählung bildet dabei eine junge, schwangere Journalistin, die gemeinsam mit ihrem Lebensgefährten, einem Polizisten, versucht, Kontakt zu dem kleinen Giuseppe aufzunehmen.

#### Filme und Serien
Auch diverse Filme in Kino und Fernsehen wurden von Giuseppes Schicksal inspiriert:
- 2009 wurde der Kurzfilm von Marina Paterna IO VIVO! Finalist beim International Film Festival del Cinema di Taormina. Daraus entstand 2016 eine erweiterte Fassung, die für den Filmpreis David di Donatello 2017 nominiert wurde.

- 2017 eröffneten die beiden Regisseure Fabio Grassadonia und Antonio Piazza am 18. Mai 2017 die Internationale Kritikerwoche beim Festival von Cannes mit dem Film Sicilian Ghost Story. Der von der Erzählung Un cavaliere bianco von Marco Mancassola inspirierte Film erzählt von der Freundschaft und aufkeimenden Liebe zwischen Luna und Giuseppe, die abrupt endet durch das „mysteriöse“ Verschwinden Giuseppes – der aus Rache von der Mafia entführt wird, nachdem der Vater, ein Mafiaboss, mit der Polizei zusammenarbeitet. Unerschrocken wird Luna daraufhin alles daran setzen, ihn zu retten – so sehr, dass sie Zwangsvorstellungen und psychische Störungen entwickelt, durch die sie mehrfach ihr eigenes Leben riskiert. Doch auch als sie erkennt, dass Giuseppes Schicksal bereits besiegelt ist, gibt sie nicht auf, mehr noch, die Erinnerung an ihre erste große Liebe wird sie ein Leben lang begleiten. Sicilian Ghost Story ist ein Film, der authentisch das Leiden und die Fragilität des menschlichen Lebens in einer beinahe surrealen Atmosphäre erzählt, bei der die Grenzen zwischen Wirklichkeit und Traum verschwimmen.

- Auch das Fernsehen beschäftigte sich mit dem Fall, so lief in Italien die Serie "Il cacciatore".

#### Kulturinitiativen
Es gibt diverse Kulturinitiativen, die sich dem Leben von Giuseppe Di Matteo widmen, darunter zwei Wettbewerbe, die 2011 an einigen sizilianischen Schulen ausgerufen wurden: „Una stella brilla in cielo“ (Ein Stern leuchtet am Himmel) und „Giuseppe Di Matteo: La Storia e il Sogno“ (Giuseppe Di Matteo: Die Geschichte und der Traum). Im Zuge dieser beiden Wettbewerbe verfassten die Schüler Aufsätze, um die Erinnerung an Giuseppe lebendig zu halten, und pflanzten vor seiner ehemaligen Schule einen Olivenbaum.